# Ryan Agar
Ryan Agar (21 de Junho de 1987) é um ex-tenista australiano destro. Durante a sua carreira conquistou dois títulos da ATP Challenger Tour na categoria de duplas.

## ATP Challengers finais

### Duplas: 2 (2-0)
| Legenda               |
| ATP Challengers (2–0) |

| Titulos por Piso |
| ---------------- |
| Duro (1–0)       |
| Saibro (1–0)     |
| Grama (0–0)      |
| Carpete (0–0)    |

| Resultado | No. | Data                  | Torneio     | Superfície | Parceiro        | Oponentes                         | Placar      |
| --------- | --- | --------------------- | ----------- | ---------- | --------------- | --------------------------------- | ----------- |
| Campeão   | 1.  | 28 de Outubro de 2013 | Traralgon   | Duro       | Adam Feeney     | Dane Propoggia Jose Rubin Statham | 6–3, 6–4    |
| Campeão   | 2.  | 28 de Abril de 2014   | Tallahassee | Saibro     | Sebastian Bader | Bjorn Fratangelo Mitchell Krueger | 6–3, 7–67–3 |